# Zimmermannberg
Der Zimmermannberg ist ein 2325 m hoher Berg im ostantarktischen Königin-Maud-Land. Er ragt 5,5 km nördlich des Ritschergipfels im Otto-von-Gruber-Gebirge auf.
Entdeckt und benannt wurde er bei der Deutschen Antarktischen Expedition 1938/39 unter der Leitung des Polarforschers Alfred Ritscher. Namensgeber ist Carl Zimmermann, damaliger Vize-Präsident der Deutschen Forschungsgemeinschaft.